# Liste des circonscriptions législatives des Hauts-de-Seine
Le département français des Hauts-de-Seine est, depuis sa création le 1er janvier 1968, constitué de treize circonscriptions législatives, dont les limites ont été redéfinies lors du redécoupage électoral de 1986 puis de celui de 2010.

## Présentation
Avec la réorganisation de la région parisienne en 1964 qui a fondé le département des Hauts-de-Seine, treize circonscriptions législatives ont été créées. Cette délimitation est basée sur les communes, hormis la 9e circonscription qui l'est sur les cantons nouvellement créés.
Lors des élections législatives de 1986 qui se sont déroulées selon un mode de scrutin proportionnel à un seul tour par listes départementales, le nombre de sièges des Hauts-de-Seine a été conservé.
Le retour à un mode de scrutin uninominal majoritaire à deux tours en vue des élections législatives suivantes, a maintenu ce nombre de treize sièges,, selon un nouveau découpage électoral prenant en compte les récentes modifications cantonales.
Le redécoupage des circonscriptions législatives réalisé en 2010 et entrant en application à compter des élections législatives de juin 2012, a légèrement modifié les contours des circonscriptions des Hauts-de-Seine.

## Composition des circonscriptions

### Composition des circonscriptions de 1967 à 1986
À la création du département, les Hauts-de-Seine comprennent treize circonscriptions regroupant les communes suivantes :
- Première circonscription : Gennevilliers - Villeneuve-la-Garenne

- Deuxième circonscription : Asnières

- Troisième circonscription : Colombes - Bois-Colombes - Courbevoie

- Quatrième circonscription : Clichy - Levallois-Perret

- Cinquième circonscription : Courbevoie - La Garenne-Colombes

- Sixième circonscription : Neuilly-sur-Seine - Puteaux

- Septième circonscription : Nanterre - Suresnes

- Huitième circonscription : Garches - Rueil-Malmaison - Saint-Cloud

- Neuvième circonscription : canton de Meudon (partie sud de la commune de Meudon) - Sèvres - Vaucresson

- Dixième circonscription : Boulogne-Billancourt

- Onzième circonscription : Issy-les-Moulineaux - Malakoff - Vanves

- Douzième circonscription : Châtenay-Malabry - Châtillon - Clamart - Fontenay-aux-Roses - Le Plessis-Robinson - Sceaux

- Treizième circonscription : Antony - Bagneux - Bourg-la-Reine - Montrouge

### Composition des circonscriptions de 1988 à 2012
À compter du découpage de 1986, les Hauts-de-Seine comprennent treize circonscriptions regroupant les cantons suivants :
- Première circonscription : Colombes-Nord-Est, Colombes-Nord-Ouest - Gennevilliers-Nord -  Gennevilliers-Sud - Villeneuve-la-Garenne.

- Deuxième circonscription : Asnières-sur-Seine-Nord - Asnières-sur-Seine-Sud - Colombes-Sud.

- Troisième circonscription : Bois-Colombes - Courbevoie-Nord - Courbevoie-Sud - La Garenne-Colombes.

- Quatrième circonscription : Nanterre-Nord - Nanterre-Sud-Est - Nanterre-Sud-Ouest - Suresnes.

- Cinquième circonscription : Clichy - Levallois-Perret-Nord - Levallois-Perret-Sud.

- Sixième circonscription : Neuilly-sur-Seine-Nord - Neuilly-sur-Seine-Sud - Puteaux.

- Septième circonscription : Garches - Rueil-Malmaison - Saint-Cloud.

- Huitième circonscription : Chaville - Meudon - Sèvres.

- Neuvième circonscription : Boulogne-Billancourt-Nord-Est - Boulogne-Billancourt-Nord-Ouest - Boulogne-Billancourt-Sud (partie située au nord de l'axe des voies : rue Yves-Kermen, avenue Pierre-Grenier, boulevard de la République, pont d'Issy).

- Dixième circonscription : Boulogne-Billancourt-Sud (partie située au sud de l'axe des voies : rue Yves-Kermen, avenue Pierre-Grenier, boulevard de la République, pont d'Issy) - Issy-les-Moulineaux-Est - Issy-les-Moulineaux-Ouest - Vanves.

- Onzième circonscription : Bagneux - Malakoff - Montrouge.

- Douzième circonscription : Châtillon - Clamart - Fontenay-aux-Roses - Le Plessis-Robinson.

- Treizième circonscription :Antony - Bourg-la-Reine - Châtenay-Malabry - Sceaux.

### Composition des circonscriptions à compter de 2012
Depuis le nouveau découpage électoral ayant simplement redéfini, dans les Hauts-de-Seine, les limites des 3e et 6e circonscriptions, le département comprend treize circonscriptions, regroupant les cantons suivants :
- Première circonscription (=) : Colombes-Nord-Est - Colombes-Nord-Ouest - Gennevilliers-Nord - Gennevilliers-Sud - Villeneuve-la-Garenne.

- Deuxième circonscription (=) : Asnières-sur-Seine-Nord - Asnières-sur-Seine-Sud - Colombes-Sud.

- Troisième circonscription (≠) : Bois-Colombes - Courbevoie-Nord - Courbevoie-Sud (partie située au nord d'une ligne définie depuis la limite de la commune de Neuilly-sur-Seine, par l'axe des voies ci-après : rue de l'Abreuvoir, place Victor-Hugo, rue de Bezons et partie située à l'ouest de la ligne de chemin de fer de Paris à Versailles depuis la limite du canton de Courbevoie-Nord jusqu'à la limite de la commune de Puteaux) - La Garenne-Colombes.

- Quatrième circonscription (=) : Nanterre-Nord - Nanterre-Sud-Est - Nanterre-Sud-Ouest - Suresnes.

- Cinquième circonscription (=) : Clichy - Levallois-Perret-Nord - Levallois-Perret-Sud.

- Sixième circonscription (≠) : Courbevoie-Sud (partie non comprise dans la 3e circonscription) - Neuilly-sur-Seine-Nord - Neuilly-sur-Seine-Sud - Puteaux.

- Septième circonscription (=) : Garches - Rueil-Malmaison - Saint-Cloud.

- Huitième circonscription (=) : Chaville - Meudon - Sèvres.

- Neuvième circonscription (=) : Boulogne-Billancourt-Nord-Est - Boulogne-Billancourt-Nord-Ouest - Boulogne-Billancourt-Sud (partie située au nord de l'axe des voies : rue Yves Kermen, avenue Pierre-Grenier, boulevard de la République, pont d'Issy).

- Dixième circonscription (=) : Boulogne-Billancourt-Sud (partie située au sud de l'axe des voies : rue Yves Kermen, avenue Pierre-Grenier, boulevard de la République, pont d'Issy) - Issy-les-Moulineaux-Est - Issy-les-Moulineaux-Ouest - Vanves - certains bureaux du Bas-Meudon

- Onzième circonscription (=) : Bagneux - Malakoff - Montrouge.

- Douzième circonscription (=) : Châtillon - Clamart - Fontenay-aux-Roses - Le Plessis-Robinson.

- Treizième circonscription (=) : Antony - Bourg-la-Reine - Châtenay-Malabry - Sceaux.

À la suite du redécoupage des cantons de 2014, les circonscriptions législatives ne sont plus composées de cantons entiers mais continuent à être définies selon les limites cantonales en vigueur en 2010. Les circonscriptions sont ainsi composées des cantons actuels suivants :
- Première circonscription : parties des cantons de Colombes-1 et Colombes-2 (partie nord de la commune de Colombes) et canton de Gennevilliers.

- Deuxième circonscription : parties des cantons de Colombes-1 et Colombes-2 (partie sud de la commune de Colombes) et canton d'Asnières-sur-Seine (partie : commune d'Asnières-sur-Seine).

- Troisième circonscription : parties des cantons de Colombes-2 (communes de Bois-Colombes et La Garenne-Colombes), de Courbevoie-1 et Courbevoie-2 (commune de Courbevoie).

- Quatrième circonscription : cantons de Nanterre-1 et Nanterre-2.

- Cinquième circonscription : cantons de Clichy et Levallois-Perret.

- Sixième circonscription : partie du canton de Courbevoie-2 (commune de Puteaux et partie de la commune de Courbevoie : la circonscription ne comprend pas la totalité de la portion de la commune de Courbevoie comprise dans le canton Courbevoie-2, mais seulement une partie de cette portion) et Neuilly-sur-Seine;

- Septième circonscription : cantons de Rueil-Malmaison et Saint-Cloud (partie : communes de Saint-Cloud et Garches).

- Huitième circonscription : cantons de Meudon (partie : quasi-totalité de la commune de Meudon et commune de Chaville), Saint-Cloud (partie : communes de Vaucresson, Marnes-la-Coquette et Ville-d'Avray) et commune de Sèvres.

- Neuvième circonscription : cantons de Boulogne-Billancourt-1 et Boulogne-Billancourt-2 (partie nord et centre de Boulogne-Billancourt).

- Dixième circonscription : cantons de Boulogne-Billancourt-2 (partie sud), Clamart (partie : commune de Vanves), Issy-les-Moulineaux et Meudon (partie : certains bureaux au sud de la commune de Meudon (Bas-Meudon).

- Onzième circonscription : cantons de Bagneux (partie : commune de Bagneux) et Montrouge.

- Douzième circonscription : cantons de Châtenay-Malabry (partie), Châtillon et Clamart (partie : commune de Clamart).

- Treizième circonscription : cantons d'Antony, Bagneux (partie : commune de Bourg-la-Reine) et Châtenay-Malabry (partie : communes de Châtenay-Malabry et Sceaux).